# Приключения Мгера в отпуске
«Приключения Мгера в отпуске» — советский фильм 1973 года снятый на киностудии «Арменфильм» режиссёром Эрнестом Мартиросяном.

## Сюжет
Пародийный детектив. Следователь Мгер (аллюзия на комиссара Мегрэ) едет в отпуск, но и тут ему нет покоя — он становится вовлечённым в расследование кражи древнего хачкара, который преступники собираются вывезти из Армении за границу.

## В ролях
- Фрунзик Мкртчян — Мгер
- Хорен Абрамян
- Вардуи Вардересян
- Маис Карагезян
- Джульетта Авакян
- Овак Галоян
- Армен Хостикян
- Донара Мкртчян
- Размик Ароян
- Степан Арутюнян
- Вреж Акопян
- Лаура Вартанян

## Критика
Киновед Анри Вартанов подверг фильм резкой критике, отметив, что это самая неудачная роль Фрунзика Мкртчяна и досадуя, что этот талантливый актёр согласился играть в фильме:

Картина откровенно рассчитана на эксплуатацию огромной популярности у зрителей киноактёра Мгера Мкртчяна. Она претендует на юмор, эксцентризм, уже в названии фильма видны потуги на каламбур. Но в картине не оказалось ни комедийной лёгкости, ни живого, непринуждённого веселья. Натужная история очень скоро перестаёт развлекать даже и самого непритязательного зрителя. И тогда он вдруг замечает, что известный комедийный актёр Мкртчян, несмотря на то, что он делает всё, чтобы вызвать в зале гомерический хохот, совершенно не смешон. Более того, смотреть на потуги исполнителя, заранее обречённые на неудачу качеством сценария, уровнем режиссуры, как-то даже неловко. Случай с фильмом «Приключения Мгера в отпуске» тревожный; тем более хочется пожелать, чтобы «Приключения» не повлекли за собой плеяду подобных же творений.— Анри Вартанов — Проблемы армянского кино // журнал «Искусство кино», 1976